# Se Guds lamm (Boström)
Se Guds lamm är en psalm med text och musik skriven 1996 av Tomas Boström.

## Publicerad i
- Psalmer och Sånger 1987 som nummer 867 under rubriken "Psaltarpsalmer och andra sånger ur Bibeln".[1]